# 小松重男
小松 重男（こまつ しげお、1931年（昭和6年）2月24日 - 2017年3月18日）は日本の歴史小説作家、時代小説作家。

## 略歴
新潟県新潟市生まれ。鎌倉アカデミア演劇科卒業。
松竹大船撮影所、前進座文芸演出部、新協劇団演出部を経て、1977年（昭和52年）「年季奉公」で第51回オール讀物新人賞を受賞しデビュー、作家活動に入る。松竹大船撮影所では監督中村登に師事する。1987年（昭和62年）、「鰈の縁側」が、翌1988年（昭和63年）、「シベリヤ」が直木賞候補となる。時代小説の分野では、綿密な時代考証を基に封建社会の現実をユーモアを交えながら表現した「侍」シリーズがある。
歴史小説の分野では、勝惟寅（小吉）の自叙伝『夢酔独言』を精緻に読み込み、虚実を考証した上で再構築した史伝的な小説『喧嘩侍 勝小吉』や、関係資料を読み込み、伝説的な武将となっている上杉謙信の真実の姿を浮かび上がらせた『迷走大将 上杉謙信』（「聖将 上杉謙信」より改題）がある。また、隠密とされている「御庭番」の研究にも取り組んでおり、ノンフィクション作品の『幕末遠国奉行の日記 川村修就の生涯』やフィクションを交えた時代小説として構築した『御庭番秘聞』など「御庭番」シリーズの作品がある。
妻は相生千恵子。2017年3月18日死去。満86歳没。2018年、『蚤とり侍』が阿部寛主演・鶴橋康夫監督で実写映画化される。

## 作品リスト
- 『ずっこけ侍』（1983年11月、新潮社、のち文庫、広済堂文庫
- 『蚤とり侍』（1987年4月、新潮社　のち文庫、光文社文庫
- 『でんぐり侍』（1988年5月、郁朋社　のち新潮文庫、光文社文庫
- 『幕末遠国奉行の日記 御庭番川村修就の生涯』（1989年3月、中公新書）
- 『シベリヤ』（1989年6月、冬樹社）「唐傘一本」ベスト時代文庫
- 『やっとこ侍』（1990年2月、新潮社　のち文庫、広済堂文庫
- 『御庭番秘聞』（1990年5月、新人物往来社、のち新潮文庫、広済堂文庫
- 『御庭番秘聞外伝』（1990年12月、新人物往来社）「秘伝陰の御庭番」新潮文庫、広済堂文庫
- 『旗本の経済学 御庭番川村修富の手留帳』（1991年、新潮選書、2000年9月、郁朋社）
- 『猫の蚤とり日記』（1992年1月、新潮社）
- 『川柳侍』（1992年9月、新潮文庫、2003年8月、光文社文庫）
- 『間男三昧』（1993年6月、新潮社　のち文庫、広済堂文庫
- 『桜田御用屋敷』（1994年3月、新潮社　のち文庫、広済堂文庫
- 『喧嘩侍勝小吉』（1995年3月、毎日新聞社、のち新潮文庫、光文社文庫
- 『歴史街道を歩く』（1996年3月、東洋経済新報社）
- 『聖将 上杉謙信』（1997年1月、毎日新聞社 「迷走大将 上杉謙信」小学館文庫
- 『羅漢台』（1997年12月、毎日新聞社）「のらねこ侍」光文社文庫
- 『びすかうと物語 小松重男戯曲集』（1998年4月、テアトロ）
- 『御庭番の経済学』（1998年10月、ケイエスエス）
- 『御庭番の明治維新』（2001年6月、毎日新聞社 「維新の御庭番」広済堂文庫
- 『憤怒の会津八一』（2010年5月、八吾の会）